# سيلفانا مانجانو
سيلفانا مانجانو (بالإيطالية: Silvana Mangano)‏ هي عارضة وممثلة إيطالية، ولدت في 21 أبريل 1930 بروما في إيطاليا، وتوفيت في 16 ديسمبر 1989 بمدريد في إسبانيا بسبب سرطان الرئة. بدأت مشوارها المهني سنة 1945.

## أعمال

### أفلام
- (1967) الساحرات
- (1971) الموت في البندقية
- (1973) لودويغ
- (1984) كثيب

## وصلات خارجية
- سيلفانا مانجانو على موقع IMDb (الإنجليزية)
- سيلفانا مانجانو على موقع مونزينجر (الألمانية)
- سيلفانا مانجانو على موقع ألو سيني (الفرنسية)
- سيلفانا مانجانو على موقع ميوزك برينز (الإنجليزية)
- سيلفانا مانجانو على موقع تيرنر كلاسيك موفيز (الإنجليزية)
- سيلفانا مانجانو على موقع أول موفي (الإنجليزية)
- سيلفانا مانجانو على موقع قاعدة بيانات الأفلام السويدية (السويدية)
- سيلفانا مانجانو على موقع إن إن دي بي (الإنجليزية)
- سيلفانا مانجانو على موقع ديسكوغز (الإنجليزية)
- سيلفانا مانجانو على موقع قاعدة بيانات الفيلم (الإنجليزية)